# میرزا محمد اخباری
میرزا محمد بن عبدالنبی بن عبدالصانع نیشابوری استرآبادی معروف به میرزا محمد اَخباری (۱۱۷۸–۱۲۳۳ ه‍.ق) فقیه، محدث، شاعر و از مروجان مکتب اخباری‌گری بود.

## زندگی

### آغاز زندگی
میرزا محمد اخباری در ۱۱۷۸ ه‍.ق (۱۱۴۳ خورشیدی یا ۱۷۶۵ م) در اکبر آباد هند متولد شد. در حدود بیست سالگی (۱۱۹۸ ه‍.ق) به سفر حج و از آنجا به عراق رفت و در نجف، کربلا و کاظمین سکنی گزید و به تحصیل علوم دینی پرداخت. وی در آنجا علوم غریبه، جفر، عددشناسی و انجام طلسم را نیز آموخت. از آنجایی که سخنوری ماهر بود طرفدارانی پیدا کرد و اندیشه او در میان عده‌ای از مردم رواج پیدا کرد. وی همانند دیگر محدثین معتدل بوده و با فقها و مجتهدان اصولی از جمله شیخ جعفر نجفی به خاط تبعیت آنها از اصول عامه و مهجور قرار دادن مکتب اهل بیت به مخالفت و نزاع جدی پرداخت. آنان نیز بر او فشار آوردند تا اینکه مجبور به ترک عراق به قصد ایران شد.

### عزیمت به ایران

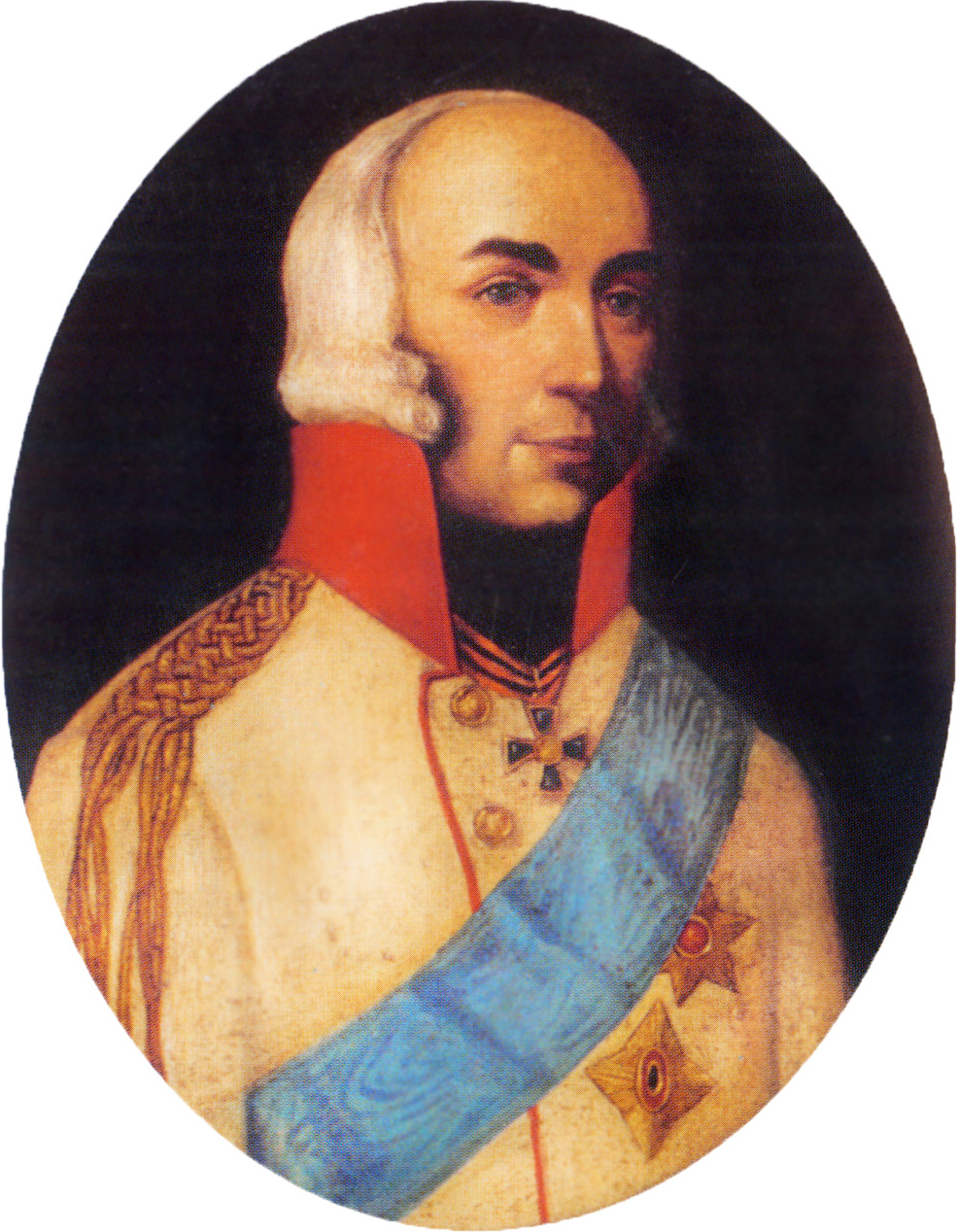
اشپختر (پاول سیسیانوف)

وی پس از عزیمت به ایران مدتی در مشهد و سایر شهرها اقامت داشت. تا اینکه با استقبال دستگاه حکومتی فتحعلی‌شاه قاجار، مدت چهار سال را در تهران گذراند. حضور او در تهران مصادف با شروع دوره اول جنگ‌های ایران و روسیه (۱۲۱۸–۱۲۲۸ ه‍.ق یا ۱۱۸۲–۱۱۹۲ ه‍.خ) بوده‌است. وی در تمام این مدت مورد توجه و احترام شاه قاجار بود و به تدریس و تصنیف می‌پرداخت. انجام برخی کارها، به ویژه پیشگویی او دربارهٔ قتل فرماندهٔ سپاه روس، موجب شد که او نزد شاه جایگاهی محترم بیابد.
در آن زمان اشپختر سردار روس بعضی از ولایات سرحدی را گرفته و به هر شهری می‌رسید آنجا را خراب می‌کرد فتحعلی شاه از این وضع نگران بود. میرزا محمد نزد شاه رفت و مدعی شد که می‌تواند سرِ فرماندهٔ سپاه روس، اشپختر (پاول سیسیانوف) را چهل روزه نزد فتحعلی شاه قاجار آورد. خواستهٔ او از شاه این بود که در عوض مذهب مجتهدین اصولی را منسوخ و متروک سازد و آنان را از بیخ و بن قلع و قمع نماید و مذهب اخباری را رواج دهد. فتحعلی شاه خواسته او را پذیرفت. میرزا محمد نیز در شاه‌عبدالعظیم به چله نشینی و انجام برخی اعمال جادویی پرداخت. ترک حیوانی کرد، صورتی از موم ساخت و با شمشیر به گردن آن نواخت. اتفاقاً درست پیش از پایان چهل روز سر سیسیانوف را به درگاه شاه آوردند. ضرب‌المثل «مگر پترزبورگ گرفتی و سر اشپختر آوردی!» به این ماجرا اشاره دارد.
درباریان که چنین دیدند با فتحعلی شاه به مشورت پرداختند و به او گفتند که مذهب مجتهدین مذهبی است که از زمان ائمهٔ تا الآن وجود داشته و آنان برحقند اما مذهب اخباری مذهب نادر و ضعیفی است، و مربوط به زمان اول سلطنت قاجار است. مردم را نمی‌توان از مذهب برگردانید و این کار شاید موجب تزلزل حکومت شود. به علاوه این احتمال وجود دارد که میرزا محمد از شما خشمگین شود و با شما همان کاری را کند که با اشپختر روس نمود. مصلحت آن است که به او پولی دهید و از او معذرت خواسته و به عتبات راهی‌اش کنید سلطان نیز این سخن را پذیرفت. در همین ایام شیخ جعفر نجفی معروف به  جعفرکاشف الغطا  که از تأثیر اخباریان بر حکومت نگران بود، رساله‌ای به نام کشف اسرار عن معایب میرزا محمد عدو العلماء نوشت و به تهران نزد دربار فتحعلی شاه فرستاد که در کاهش محبوبیت میرزا محمد در نزد شاه بی‌تأثیر نبوده‌است.

### بازگشت به عراق و مرگ
میرزا محمد از آن پس در کاظمین اقامت گزید. در آن زمان اسعد پاشا و داوود پاشا بر سر فرمانروایی بغداد با یکدیگر در رقابت بودند. میرزا محمد به اسعد پاشا پیشنهاد داد که با انجام کارهایی خارق‌العاده می‌تواند او را بر رقیبش چیره سازد. داوود پاشا که نگران بود به سرنوشت اشپختر دچار شود زمینه قتل میرزا محمد را فراهم آورد و مردم را بر علیه او شورانید. این احتمال نیز وجود دارد که علمای اصولی در مرگ میرزا محمد دست داشته باشند.
میرزا محمد اخباری در سال ۱۲۳۳ ه‍.ق (۱۱۹۶ خ یا ۱۸۱۸ م) به قتل رسید. گروهی به خانه‌اش ریخته و او، پسرش احمد و یکی از شاگردانش را کشته و خانه‌اش را غارت کردند. از او کتاب‌های متعددی در فقه و کلام و علوم غریبه باقی مانده‌است. وی اشعاری نیز به زبان‌های فارسی و عربی سروده‌است.

## آثار
1. معاول العقول لقطع أساس الأصول[۷]
2. شمس الحقیقة[۸]
3. القسورة[۹]
4. قبسة العجول و منبهة الفحول[۱۰]
5. مناسک حج[۱۱]
6. الشهاب الثاقب[۱۲]
7. الأمر الصریح فی جهر الذکر و التسبیح (به فارسی)[۱۳]
8. الاعتذار[۱۴]
9. إنسان العین[۱۵]
10. أنموذج المرتاضین[۱۶]
11. الفوائد الذهبیة[۱۷]
12. مجموعة رسائل المیرزا محمد الأخباری[۱۸]
13. المیزان لمعرفة الفرقان[۱۹]
14. دوائر العلوم